# Boleadoras (danse)
Pour les articles homonymes, voir Boleadoras.
La boleadoras est une danse traditionnelle d'Argentine. Il s'agit d'une danse rythmique associant frappes des pieds (zapateado) et mouvements circulaires de bolas percutant le sol en rythme.
Danse puissante, elle se danse souvent en solo. Les danseurs font tourner les bolas. Du même rythme que le flamenco, cette danse se distingue par sa "musique" : les sons musicaux sont produits par les bolas, les claquements de pieds et les tambours. Les femmes n'ont pas de robes mais une tenue proche du corps pour faciliter les mouvements avec les bolas. La danse boleadoras peut être dangereuse, si le danseur ne maîtrise pas les bolas et leur vitesse, il risque fortement de se blesser.